# Сигнеус, Фредерик
Фредерик (Фредрик) Сигнеус (фин. Fredrik Cygnaeus; 1 апреля 1807, Хямеэнлинна, Шведская Финляндия — 7 февраля 1881, Хельсинки, Великое княжество Финляндское, Российской империи) — финский поэт, искусствовед, коллекционер, историк, педагог, профессор эстетики и литературы. Видный деятель финского национального движения фенномания и финского национализма.

## Биография
Родился в богатой аристократической семье Закариаса Сигнеуса, его дед и отец были лютеранскими епископами. Отец был приглашен в Санкт-Петербург императором Александром I, где Сигнеус возглавил реорганизованную лютеранскую церковь России, став её первым епископом.
Ф. Сигнеус учился в школах Санкт-Петербурга, изучал иностранные языки и получил европейское образование. В 1823 году он вернулся в Финляндию и продолжил учёбу в Императорском Александровском университете в Турку (позже Гельсингфорсе). В 1832 году получил степень магистра философии и учительствовал в школах Фридрихсгама (1833—1837) и Гельсингфорса.
Получив стипендию, в 1843—1847 годах путешествовал по Европе. Занимался поиском документов по шведской истории в архивах Франции и Италии. Писал стихи и газетные статьи с отчётами о своих путешествиях.
После возвращения в Финляндию, был назначен университетским профессором истории (1848—1853). В университете часто выступал посредником между студентами университета и администрацией.
В начале 1856 года был назначен деканом историко-лингвистического факультета Хельсинкского университета. В 1867 году ушёл эмеритом в отставку.
В 1863—1878 годах был председателем Финского литературного общества. Первым провёл критическое исследование творчества Йохана Людвига Рунеберга.
Собрал замечательную коллекцию произведений культуры и искусства, раритетов, которую подарил народу Финляндии.